# Sclerophora
Sclerophora Chevall. (prószynka) – rodzaj grzybów z rodziny Coniocybaceae. Ze względu na współżycie z glonami zaliczany jest do grupy porostów.

## Systematyka i nazewnictwo
Pozycja w klasyfikacji według Index Fungorum: Coniocybaceae, Coniocybales, Incertae sedis, Coniocybomycetes, Pezizomycotina, Ascomycota, Fungi.
Rodzaj o bliżej nieokreślonej pozycji w taksonomii.
Nazwa polska według W. Fałtynowicza.

## Gatunki występujące w Polsce
- Sclerophora farinacea (Chevall.) Chevall. 1826 – prószynka mączysta, prószyk mączysty
- Sclerophora pallida (Pers.) Y.J. Yao & Spooner 1999 – prószynka mączysta,  prószynka cieniutka, prószynka śnieżysta[3], prószyk mączysty,
- Sclerophora peronella (Ach.) Tibell 1984 – prószynka blada, prószyk blady

Nazwy naukowe na podstawie Index Fungorum. Nazwy polskie według W. Fałtynowicza.